# Fabrice Schwertz
Fabrice Schwertz, né le 25 avril 1970, est un trampoliniste français.

## Palmarès

### Mondial
- Vainqueur de la Coupe du monde en 1993 ;
- Vainqueur individuel des Jeux mondiaux de 1993 ;
- Vice-champion du monde synchronisé en 1986 (avec Lionel Pioline) ;
- Vice-champion individuel des Jeux mondiaux de 1989 ;
- Vice-champion du monde par équipes en 1992 ;
- 3e des championnats du monde par équipes en 1994.

### Européen
- Champion d'Europe individuel en 1993;
- Vice-champion d'Europe par équipes en 1993.

### National
- 5 fois champion de France individuel Fédération française de trampoline et de sports acrobatiques, en 1988, 1989, 1992, 1993, et 1994 ;
- 5 fois champion de France synchronisé Fédération française de trampoline et de sports acrobatiques : 1989 (avec Hubert Barthod)[1] 1991 (avec Guérard), 1992 1993 et 1994 (avec Hennique).